# Зіркогляд китайський
Зіркогляд китайський (Uranoscopus chinensis) — риба родини зіркоглядових, поширена в північно-західній частині Тихого океану від південної Японії до Тайваня. Морська субиропічна демерсальна риба, що сягає 22,1 см довжини.